# Mandroide
Un Mandroide es un traje ficticio de armadura de poder que aparece en los cómics estadounidenses publicados por Marvel Comics.

## Historial de publicaciones
Apareció por primera vez en Avengers # 94 (diciembre de 1971), creado por Roy Thomas y Neal Adams.

## Historia ficticia

### Mandroides de S.H.I.E.L.D.
Los mandroides fueron diseñados originalmente por Tony Stark y diseñados para ser utilizados por S.H.I.E.L.D. El concepto era proporcionarle al usuario amplias opciones ofensivas para que pudieran responder a varias amenazas, incluidas las de seres humanos superpoderosos. Desde entonces, la armadura Mandroide ha sido utilizada por varios criminales, entre ellos Moses Magnum.
La armadura eléctrica Mandroide está construida con una aleación de titanio que brinda protección mejorada contra todo tipo de ataques; El traje también ofrece un sistema de soporte vital. Los sensores incluyen escáneres infrarrojos y radar / sonar, junto con un radio de rango completo y un sistema de intercomunicación. Los trajes aumentan la resistencia y la durabilidad del usuario a niveles sobrehumanos (una vez que Mandroide lanzó un auto a Iron Man). El armamento principal es el conjunto de armamento: haces electrostáticos, láseres, "golpe de explosión" de fuerza magnética, "neuro-aturdidores" y haces de tractor / repelente.
En una ocasión, los Mandroides fueron liberados contra los Vengadores durante la "Guerra Kree-Skrull", cuando un Skrull haciéndose pasar por político H. Warren Craddock afirmó que los Vengadores estaban ayudando a la invasión alienígena. Aunque los Mandroides pudieron vencer a varios héroes, desde Goliat hasta Capitán América, Iron Man pudo derrotarlos usando su conocimiento de sus debilidades para neutralizar los trajes sin dañar a los usuarios.
La armadura Mandroide aparece en la historia de X-Treme X-Men; God Loves, Man Kills II. En él, William Stryker y Kitty Pryde, con el cerebro lavado, usan la armadura, y Stryker usa la capacidad de eliminación de Kitty, diez veces mejorada, para matar seres vivos y tecnología.
Durante los eventos de "Armor Wars", S.H.I.E.L.D. fue enviado para capturar a Iron Man. Después de descubrir que elementos de su tecnología habían sido robados y entregados a organizaciones de criminales y departamentos gubernamentales, Iron Man neutralizó a los Mandroides S.H.I.E.L.D.
J. Jonah Jameson (después de ser elegido alcalde de la ciudad de Nueva York) combina la tecnología Mandroide con la tecnología Spider-Slayer para crear un "Escuadrón Spider-Slayer".

### Mandroides Kree
La versión de Kree de los Mandroides es utilizada por el Imperio Kree para cazar a los traidores del Imperio Kree y confiar en el Psych-Magnitron para sustentar sus vidas. Mar-Vell se enfrenta a un Mandroide Kree y Yon-Rogg. Yon-Rogg creó un Mandroide Kree con el Psyche-Magnitron. Fue destruido cuando Mar-Vell engañó al robot para que dañara el Psyche-Magnitron haciendo que el Kree Mandroid se desvaneciera.
Ayudado por una Mujer Invisible hipnotizada, Ronan el Acusador recuperó un Núcleo de Energía del Universo de un Psyche-Magnitron de Uatu, la cúpula del Vigilante en la Luna. Iron Man, el resto de los Cuatro Fantásticos y Charlotte Jones intentaron detener a Ronan el Acusador, quien usó el Universal Energy Core para crear algunos mandriles Kree. Los Mandroide Kree fueron derrotados fácilmente por los repulsores de Iron Man, los golpes de Cosa y el fuego de Antorcha Humana.

## En otros medios

### Televisión
- Los Mandroides aparecieron en la serie animada Iron Man de la década de 1990. Se ven por primera vez en el episodio "Célula de hierro". Durante la adaptación del programa de la saga "Armor Wars", Iron Man saca a los Mandroides por usar la tecnología de Stark Industries con paquetes de inhibidores. El diseño, sin embargo, es el de la armadura Guardsman.
- Los Mandroides aparecieron en Avengers: United They Stand. En el episodio "Decisión de comando", se ve a algunos protegiendo un tren lleno de generadores portátiles EMO. Cuando los Maestros del Mal atacan el tren, los Mandroides son enviados rápidamente. Los mandroides son posteriormente hospitalizados.
- Los Mandroides aparecen en The Avengers: Earth's Mightiest Heroes. S.H.I.E.L.D. construye esta versión sin el conocimiento o consentimiento de Tony Stark, y está coloreada en azul. En el episodio "Iron Man is Born", un escuadrón parece luchar contra HYDRA solo para luchar también contra Iron Man, a pesar de que Iron Man eliminó a los Dreadnoughts HYDRA que estaban a punto de hacerles daño. Nick Fury ordena a los Mandroides que suspendan su ataque contra Iron Man, quien señala que los diseños de Mandroides S.H.I.E.L.D. se han utilizado para los Dreadnoughts de HYDRA. En el episodio "El hombre que robó el mañana", se pueden ver los Mandroides cuando Thor, Ant-Man y Avispa en lugar de Ventisca en la prisión alfa de la zona negativa.
- Los Mandroides aparecen en Iron Man: Armored Adventures. En "Fugitive of SHIELD", son robots creados por Justin Hammer y son versiones recolorados de Arctic Armor designado de Iron Man. En "Rage of the Hulk", los Mandroides son utilizados más tarde por Thunderbolt Ross, superando el comando de Nick Fury sobre S.H.I.E.L.D. para derribar a Hulk.
- Los Mandroides aparecen en Avengers: Ultron Revolution. Esta versión está construida por Justin Hammer a partir de la tecnología de Stark Industries. En el episodio "The Thunderbolts", tanto los Vengadores como los Thunderbolts lucharon contra los Mandroides mientras se encontraban en cada uno de los búnkeres de Hammer. Cuando se trata del último búnker de Hammer, Justin ataca a ambos grupos en su Mega-Mandroide que tiene un generador de campo de fuerza. Cuando Meteorito desactivó los generadores del campo de fuerza, los Vengadores y los Thunderbolts pudieron derrotar al Mega-Mandroide y entregar a Hammer a las autoridades.

### Película
- Los Drones de estilo Mandroide se ven en Iron Man 2. Están construidos por Ivan Vanko y financiados por Justin Hammer, bajo la ilusión de que serían vendidos al gobierno de los EE. UU. (Tenían conjuntos pertenecientes al Ejército, la Armada, la Fuerza Aérea y los Infantes de Marina), pero de hecho se hicieron para destruir a Iron Man por control remoto. Eventualmente, tanto Iron Man como War Machine destruyeron todos los drones Hammer.
- Los Mandroides aparecen en la película de anime Iron Man: Rise of Technovore.